# José Franco y Ribate
José Franco y Ribate (n. Cariñena, Zaragoza, Aragón; 1878 - f. Bilbao, Vizcaya, País Vasco, 1951), también conocido como José Franco, fue un compositor y director de banda español.

## Biografía
Director de bandas de música y compositor. Nació en Cariñena (Zaragoza), el 14 de diciembre de 1878, y murió en Bilbao, en 1951. En Zaragoza estudió armonía y composición con Ramón Borobia y aprendió clarinete, en cuyo instrumento se destacó y lo tocó en orquestas y bandas. Muy joven se domicilió en Bilbao y en Vizcaya realizó toda su labor musical hasta el fin de su existencia, por lo que con razón se le considera vasco; además, utilizó a la perfección el euskera y la mayor parte de su obra es netamente vasca. Mediante oposición obtuvo la plaza de director de la Banda Municipal de Bermeo, en 1915 la de la Banda Municipal de Irún, contendiendo con veinticinco opositores más y, pasados unos años, se le encomendó la dirección de la Municipal de la capital de Vizcaya, que colocó entre las mejores del país. Fue fundador del Conservatorio Vizcaíno, en el que ocupó el puesto de profesor durante treinta años.
En 1910 ganó el primer premio en las fiestas euskaras, que se celebraban anualmente en Guipúzcoa, con su pasacalle para banda Euskalerriko kantak, que se integró rápidamente en los repertorios de todas las agrupaciones instrumentales de viento del país, y en 1912 y 1913 otros primeros premios, con las oberturas para banda Euskal-erria y Eusko gogua, interpretadas con excelentes acogidas por las Municipales de Bilbao y San Sebastián. Franco compuso más de doscientas obras, principalmente para banda, alternando las de concierto con las ligeras. Entre éstas se encuentra una serie de pasodobles: Camino de rosas, Gracia y belleza, etc. Es autor de una misa, una ópera y una opereta, esta última estrenada en Bilbao. En 1917, la revista "Música", de Madrid, convocó un concurso para premiar obras sinfónicas y en él ganó premio Franco con su producción Arrantzaliak (Los pescadores); los dos tiempos que la integran, La oración en el mar y En el puerto, al regreso de la pesca, los interpretó en primera audición la Orquesta Benedito, el 27 de enero de 1918, y los repitió en concierto del 22 de mayo del mismo año nombrado. La composición de referencia, pasado algún tiempo, la amplió con un fragmento más, En el puente, que incluyó como segunda pieza. Arrantzaliak son tres escenas inspiradas en la vida de los pescadores vascos y contienen tonadas populares; La oración en el mar tiene por tema una canción de Reyes Magos, genuina de Bermeo, y En el puerto, al regreso de la pesca, describe la costumbre que existe en la citada localidad consistente en colocarse el tamborilero a la entrada del puerto, tocando típicos aires a cada embarcación que aparece, y arrojando los pescadores, para corresponder, pescados desde la lancha entre los gritos de las mujeres y chiquillos; esta alegre descripción enmarca una canción de cuna vasca. Los Ballets Olaeta, con coreografía de Victor Olaeta, interpretan el ballet de ambiente vasco Las cuatro estaciones, basado en música de José Franco; lo programan frecuentemente y fue dado a conocer en Madrid, en mayo de 1958. La casa "Columbia" ha editado la suite Euzko Elezkiak y el pasacalle Euskal-Erriko Abestiak, del popular compositor.

## Obras principales
- Euskalerriko kantak (pasacalles)
- Euskal-erria (banda)
- Eusko gogua (banda)
- Camino de Rosas (pasodoble)
- Gracia y Belleza (pasodoble)
- Arrantzaliak
- Las Cuatro Estaciones / Lau Urtaroak
- Euzko Elezkiak
- Agüero, o Martín Agüero (Pasodoble taurino dedicado al torero Martín Agüero  Ereño).

## Material didáctico
Franco Ribate fue también autor de numerosos métodos para los instrumentos, entre los que encontramos:
- Método Franco Ribate para Clarinete.
- Método Franco Ribate para Tuba o Bajo.
- Método Franco Ribate para Trompa.
- Método Franco Ribate para Saxofón.
- Método Franco Ribate para Flauta.
- Método Franco Ribate para Trompeta, Cornetín o Fliscorno.
- Método Franco Ribate para Bombardino o Barítono.
- Método Franco Ribate para Oboe.
- Método Franco Ribate para Percusión.

Todos ellos fueron editados por la Editorial Música Moderna.
- Datos: Q2300578